# Bandar-e-Gaz (Verwaltungsbezirk)
Bandar-e-Gaz (persisch شهرستان بندر گز) ist ein Schahrestan in der Provinz Golestan im Iran. Er enthält die Stadt Bandar-e-Gaz, welche die Hauptstadt des Verwaltungsbezirks ist. Der Verwaltungsbezirk grenzt an das Kaspische Meer.

## Kreise
- Zentral (بخش مرکزی)
- Neukandeh (بخش نوکنده)

## Demografie
Bei der Volkszählung 2016 betrug die Einwohnerzahl des Schahrestan 46.130. Die Alphabetisierung lag bei 85 Prozent der Bevölkerung. Knapp 59 Prozent der Bevölkerung lebten in urbanen Regionen.
| Zensusjahr | Einwohnerzahl |
| ---------- | ------------- |
| 2011       | 46.315        |
| 2016       | 46.130        |